# Clossiana posteronubilata
Clossiana posteronubilata är en fjärilsart som beskrevs av Cabeau 1930. Clossiana posteronubilata ingår i släktet Clossiana och familjen praktfjärilar. Inga underarter finns listade i Catalogue of Life.